# Suaeda conferta
Suaeda conferta är en amarantväxtart som först beskrevs av John Kunkel Small, och fick sitt nu gällande namn av Ivan Murray Johnston. Suaeda conferta ingår i släktet saltörter, och familjen amarantväxter. Inga underarter finns listade i Catalogue of Life.